# Lilia Isabel Gutiérrez Burciaga
Lilia Isabel Gutiérrez Burciaga (Ramos Arizpe, Coahuila; 6 de julio de 1968) es una política mexicana, miembro del Partido Revolucionario Institucional, ostentó el cargo de diputada federal en 2012 y desde 2014 es diputada local del Congreso del Estado de Coahuila, siendo la primera mujer y funcionario público del País en conseguír la reelección de manera consecutiva.

## Trayectoria
Lilia Gutiérrez Burciaga es Licencia en Psicólogia por la Universidad Autónoma del Noreste, es Consejera Política municipal del Partido Revolucionario Institucional en Ramos Arizpe desde el año 2000, Síndico en el Ayuntamiento de Ramos Arizpe durante el período 2010 - 2013, delegada en Coahuila del ISSSTE desde enero de 2013 cargo al que renunció en febrero de 2014 para convertirse en candidata a diputada local de su partido en el V Distrito electoral que a la postre ganaría y se desempeñó como diputada local para la LX Legislatura durante 2014 a 2017.
En 2017 se reeligió, ahora por el XII Distrito electoral, para forma parte de la LXI Legislatura para el período 2018 - 2020.